# Rollins Band
Rollins Band (Роллинз Бэнд, дословно: Группа Роллинза) — американская альтернативная рок-группа, лидером и основателем которой является Генри Роллинз. Группа основана после распада предыдущего коллектива Роллинза «Black Flag» в 1986 году.
Наиболее известными песнями группы являются «Low Self Opinion» (рус. Низкое самомнение) и «Liar» (рус. Лжец), клипы на которые получили широкую ротацию на MTV в начале 1990-х.
В 2000 году, канал VH1 включил Rollins Band в свой список «100 величайших хард-рок исполнителей», под номером 47.

## Дискография

### Студийные альбомы
- Life Time (1987, переиздан в 1999)
- Hard Volume (1989, переиздан в 1999)
- The End of Silence (1992, двойной альбом, переиздан в 2002)
- Weight (1994)
- Come in and Burn (1997)
- Get Some Go Again (2000)
- Nice (2001)[2]
- Rise Above: 24 Black Flag Songs to Benefit the West Memphis Three (2002)

## Сборники демозаписей и ауттейков
- Yellow Blues (2001, из сессий для записи альбома «Get Some Go Again»)
- A Nicer Shade of Red (2001, из сессий для записи альбома «Nice»)
- The End of Silence Demos (2002)
- Weighting (2003)
- Come in and Burn Sessions (2004)

## Концертные альбомы
- Do It (1988, студийные и концертные записи)
- Turned On (1990)
- Insert Band Here: Live in Australia, 1990 (1999)
- A Clockwork Orange Stage (2001)
- The Only Way to Know for Sure (2002)

## Мини-альбомы и синглы
- Hot Animal Machine / Drive By Shooting EP (1986, переиздан в 1999)
- Disconnect (1994)
- Liar (1994)

## Состав
- Генри Роллинс – вокал (1986–2003, 2006)
- Крис Хаскетт – гитара (1986–1997, 2006)
- Эндрю Уэйсс – бас-гитара (1986–1992)
- Сим Кейн – ударные, перкуссия (1986–1997, 2006)
- Тео Ван Рок – звукоинженер (1986–1997, 2006)
- Мелвин Гиббс – бас-гитара (1993–1997, 2006)
- Джим Уилсон – гитара, фортепиано (1999–2003)
- Маркус Блэйк – бас-гитара (1999–2003)
- Джейсон Макенрот – ударные, перкуссия, саксофон (1999–2003)
- Кит Моррис – вокал (Тур Rise Above, 2003)